# Boophis xerophilus
Boophis xerophilus är en groddjursart som beskrevs av Frank Glaw och Miguel Vences 1997. Boophis xerophilus ingår i släktet Boophis och familjen Mantellidae. IUCN kategoriserar arten globalt som otillräckligt studerad. Inga underarter finns listade.